# Party Up (Up in Here)
«Party Up (Up in Here)» — пісня американського репера DMX, випущена як другий сингл з його третього альбому ...And Then There Was X (1999) і станом на 2020 його найуспішніший сингл (у США). Він був номінований на премію «Греммі» за найкраще сольне реп-виконання, але програв «The Real Slim Shady» Емінема.
Пісня зайняла номер 56 у списку 100 найкращих пісень 2000-х років VH1. У 2021 році вона була включена до списку «500 найкращих пісень усіх часів» за версією Rolling Stone під № 388.

## Відеокліп
Музичне відео зображує DMX як помилкового підозрюваного під час пограбування банку. Прем'єра кліпу відбулася 3 квітня 2000 року. Станом на серпень 2022 року він має 150 мільйонів переглядів на YouTube. Відео було знято в будівлі Frost Bank на Маркет-стріт у Галвестоні, штат Техас.

## У ЗМІ та спорті
Party Up використовує Перфекто Банді, чилійський борець, як свою вступну пісню.
Лос-Анджелес Лейкерс у 1999-2000 роках виконували пісню після перемоги в серії над Індіана Пейсерс у фіналі НБА 2000 року .
Пісня звучить на стадіоні Lincoln Financial Field, у кожній домашній грі Philadelphia Eagles, щоразу, коли Philadelphia Eagles забивають гол, а також використовується на стадіоні Dodger Stadium, у кожній домашній грі Los Angeles Dodgers, коли вони виконують хоумран і T-Mobile Park коли «Сіетл Марінерс» також виграли хоумран.

## Чарти
| Чарт (2000–01)                          | Вища позиція |
| --------------------------------------- | ------------ |
| США (Billboard Hot 100)                 | 27           |
| США (Hot R&B/Hip-Hop Songs) (Billboard) | 8            |
| США (Rap Songs) (Billboard)             | 11           |
| США (Mainstream Top 40) (Billboard)     | 39           |
| США (Rhythmic) (Billboard)              | 7            |

| Чарт (2021)                             | Вища позиція |
| --------------------------------------- | ------------ |
| США (Billboard Hot 100)                 | 40           |
| США (Hot R&B/Hip-Hop Songs) (Billboard) | 20           |

| Чарт (2000)                          | Позиція | US Billboard Hot 100 | 71 |
| US Hot R&B/Hip-Hop Songs (Billboard) | 30      |                      |    |

## Сертифікації
| Регіон                                                                                          | Сертифікація | Продажі   |
| ----------------------------------------------------------------------------------------------- | ------------ | --------- |
| Велика Британія (BPI)                                                                           | Срібний      | 200 000   |
| США (RIAA)                                                                                      | Платиновий   | 1 000 000 |
| *продажі, що базуються лише на сертифікаціях ^відвантаження, що базуються лише на сертифікаціях |              |           |